# Rio Ore (Inglaterra)
O rio Ore é a seção final do rio Alde, em Suffolk, Inglaterra desde acima de Orford até ao mar. Tem um afluente, o rio Butley.